# BiS
BiS（ビス）は、日本の女性アイドルグループ。つばさレコーズ（旧・つばさプラス）所属。2016年以降、WACKがプロデュースを担当、マネージメントもつばさプラスとWACKとの共同となっている。2010年結成、2014年に解散（第1期＝通称：旧BiS）。2016年に再結成、2019年に解散（第2期＝通称：新BiS）。その後、新メンバーオーディションを経て、2019年6月に再々始動、2025年に解散（第3期＝通称：第3期BiS）。ファンの総称は研究員。

## 概要

### 第1期（2010年 - 2014年）
歌手として活動していたプー・ルイが音楽配信・情報サイトOTOTOYでのインタビューにて、「アイドルグループがやりたかった」と発言。これを発端に公開メンバー選考オーディションを行い、2010年11月より活動を開始。マネージメントは渡辺淳之介、サウンドプロデュースは松隈ケンタが担当。
日本語名称として「新生アイドル研究会」、英称として「Brand-new idol Society」と呼称・記述される。その名の通り、結成当初は、「アイドルを研究して、アイドルになろうとする、アイドルになりたい4人組」をコンセプトに、「自給自足」をモットーとし、活動初期は振り付けやイベントのブッキングも自ら行っていた。また、南波一海を講師として、「OTOTOYアイドル研究室」の生徒として授業を受けていたこともある。
破天荒なプロモーション手法（ロマン優光曰く、「昭和の新日本プロレス的なトラブルをトラブルで解決するような現実とシナリオが交錯する炎上商法」）が有名となり、特に1stシングル「My Ixxx」のミュージック・ビデオでは、メンバーが全裸に近い状態で出演し、話題を集めた。
日本武道館での解散コンサートを目標に活動していたが、武道館側からNGが出されたことにより会場を横浜アリーナに変更。2014年7月8日、「BiSなりの武道館」と銘打たれた公演をもって解散した。

### 第2期（2016年 - 2019年）
解散から2年後の2016年7月8日、プー・ルイ、渡辺、松隈により新メンバーを募集した上で本格的な再始動を発表。
BiS1st（ビスファースト）、BiS2nd（ビスセカンド）の2部制「BiS.LEAGUE」の導入、廃止を経て、2019年4月から5月にかけて行う全国ツアー「BiS Are you ready to go? TOUR」を最後に解散を発表。それに伴い、再結成オーディションの開催がアナウンスされた。

### 第3期（2019年 - 2025年）
解散から1カ月後の2019年6月11日に始動。
2025年1月12日、日比谷公園大音楽堂にて開催されたラストライブ「Finale of third BiS」をもって解散。第1期の開始から14年2か月の歴史に幕を閉じた。

## 略歴

### 第1期
2010年
- 10月、公開メンバー選考オーディション。
- 11月、活動を開始[12]。

2011年
- 2月4日、morph-tokyo（六本木）『オンナノコノウタ』にて初ライブ。
- 2月12日、吉祥寺CLUB SEATAにて開催されたイベント"痛音presents『バレンタインハートフルライブ2011〜感謝をこめて〜』"に急遽出演。
- 3月19日、バンキンヤ（秋葉原）『アイドルキュレーション☆Night』 にて「パプリカ」を初披露。歌のパートがあるメンバー以外は全編通じてヘッドバンギングを続ける振り付けが衝撃を与える（後に準備体操から始まるバージョンに変更）。
- 3月23日、アルバム『Brand-new idol Society』でつばさレコーズよりCDデビュー。レコ発イベント『新生アイドル研究会 報告会DX』を阿佐ヶ谷ロフトAにて開催。
- 4月24日、初の自主企画ワンマン・ライヴ『God save the BiS』を中野 heavysick ZEROにて開催。メンバーのキスマーク入りのチケットが準備され[13]、約80枚のチケットをソールドアウト。ライブ中、代表曲nerveを4回披露したことに加え（オープニングにて3回連続で披露された）、メンバーのプー・ルイとナカヤマ ユキコがステージ上で「パプリカ」PVで見せたディープキスを再現。
- 5月5日、タワーレコード新宿店にてインストアライブを開催[14]。
- 6月2日、ヨコヤマリナの脱退を公式HPで発表。その号外をメンバーが配布。
- 6月24日、『下北沢SHELTER異種格闘』を以てヨコヤマリナが脱退。
- 7月9日、下北沢SHELTERにおける『NEVER MIND THE BiS』にてテラシマユフが加入[15]。
- 10月29日、下北沢SHELTERで『BiSのハロウィン/パーティー』開催。謎の大物DJ nozomiがイベントを大いに盛り上げる[16]。
- 12月20日、2011年の目標であった恵比寿リキッドルームでのワンマンライブ『IDOL is DEAD』を開催。一曲目の「nerve」を披露後、ナカヤマ ユキコが脱退を表明[17]。
- 12月31日、下北沢SHELTERにおける「SHELTER 20th ANNIVERSARY『THE FINAL OF 2011〜第1部〜』」にてナカヤマ ユキコが脱退[18]。

2012年
- 3月24日、新宿ロフトプラスワンでCDデビュー1周年イベント『全曲踊ろうぜみんな。あと乾杯しよう。』を開催。その場で渡辺マネージャーが涙ながらにディレクター降板を発表。「IDOL騒動」の発端となる。
- 4月15日、下北沢SHELTER、ワンマンライブ『Killer BiS』で新メンバーワキサカユリカ、ミチバヤシリオの加入とavex traxへのレコードレーベル移籍を発表する[19]。
- 5月20日、堀江GOLDEEにて初の大阪ワンマン『OK BiS』（昼夜2回公園）を開催[20]。
- 7月18日、avex traxよりマキシシングル「PPCC」でメジャー・デビュー。
- 7月20日、同日正午から翌21日正午まで、ドン・キホーテ新宿店で『愛DOLはみんなを疲弊させる!? 24時間耐久フリーライブ&握手+チェキ会』を開催[21]。この模様はニコニコ生放送で24時間生中継された。
- 10月21日、 赤坂BLITZでの初のワンマンライブ『IDOL is DEAD Repetition』を開催。2013年3月16日に両国国技館でワンマンライブを行う事が発表された[22]。
- 11月18日、四谷アウトブレイクで開催されたイベント『自家発電Vol.00』で、ノイズバンド非常階段とのコラボユニット「BiS階段」としてライブ。ライブ中にBiSのメンバーが鳥の臓物や生麺を客席へ投げ込むパフォーマンスを披露。以後、BiS階段としてのライブ活動もたびたび行うようになる。

2013年
- 1月27日、新宿・風林会館での都内最大の女装ニューハーフイベント『プロパガンダ』に出演。1時間ステージで13曲を披露。機材トラブルでライヴが一時中断というハプニングもあったが、ここぞとばかりにマネージャーがステージに登場し、テキーラショット2発＋脱衣で事無きを得た[23]。
- 2月6日、ワキサカユリカの脱退が公式HP及びワキサカユリカのブログで発表される。
- 3月16日、両国国技館でワンマンライブ『WHO KiLLED IDOL?』を開催。ワキサカユリカがこの公演を以って脱退。「2階席以外は満員」の4000人が集まる。
- 4月12日、テラシマユフの脱退が公式HP及びテラシマユフのブログで発表される。
- 5月26日、渋谷Club Asiaにてワンマンライブ『BiS4』、『BiS48』を開催。『BiS4』をもってテラシマユフがBiSを脱退した。また『BiS48』では新メンバー（テンテンコ、カミヤサキ、ファーストサマーウイカ）の発表と、その新メンバーを加えて6人体制でのライブが行われた。
- 8月16日、ミチバヤシリオの脱退が公式HP及びミチバヤシリオのブログで発表される。
- 8月17日、DDTプロレスリング主催のDDT万博〜プロレスの進歩と調和〜で、プー・ルイが福田洋とシングルマッチを戦う。この戦いは金的ありルールとして実施された。
- 9月1日、Zepp DiverCityにてワンマンライブ『IDOL SUiCiDE』を開催。渡辺淳之介から15000人の会場仮押さえ、及び各メンバーに会場を埋めるための案10000字以上を書くように命じる（後に課題未達成により会場キャンセル）。
- 9月20日、同日正午から翌21日正午まで、渋谷COCONUTS LOUNGEで『愛DOLはみんなを疲弊させる!? 24時間耐久フリーライブ＆特典会 Repetition』を開催。特典会では握手会、チェキ会に加え、ケツバット会、ビンタ会、ハグ会、罵倒会、高政あーん会、ナース姿でのローション握手会等を開催。カミヤサキが“24時間100キロマラソン”への挑戦を発表。またこのイベントだけでシングル「Fly/Hi」を7000枚以上売り上げ、翌日のオリコンデイリーチャートの2位を記録。
- 9月22日、おながわ秋刀魚収獲祭2013の出演をもって、ミチバヤシリオがBiSを脱退。
- 10月27日、KBS京都で行なわれたフェス『ボロフェスタ』で、ノイズバンド非常階段、ロックバンドソウル・フラワー・ユニオンとの合体バンド「ソウルフラワーBiS階段」が実現し、ソウル・フラワー・ユニオンの代表曲「海行かば 山行かば 踊るかばね」、ニューエスト・モデルの代表曲「こたつ内紛争」が演奏され、宮城県女川町の「蒲鉾本舗・高政」の蒲鉾が客席に投げ込まれた。
- 11月5日、二子玉川ライズ・ガレリアにて開催されたイベント『HOT DENPO FESTIVAL 2013』にて、コシノジュンコが正式加入。同イベントのテーマソング「恋する電報Japan」を披露。また、コシノジュンコの終身名誉メンバー就任を発表。
- 11月10日、新木場STUDIO COASTにて開催された『TOKYO BOOTLEG 7th Anniversary』で、コショージメグミの加入を発表。
- 12月3日、広島ナミキジャンクション公演を皮切りに、全国ツアー『BiS after all』がスタート。このツアーでは車中泊と自炊が義務付けられ、ファンからの差し入れや買い食いなども一切禁止となる。またこのツアーの模様が密着撮影され、「ODD FUTURE」のミュージック・ビデオとして公開される。

2014年
- 1月11日、代々木公園野外ステージにて『BiSの野外極寒ライブ〜ライブは寒風摩擦〜』と題した野外ライブを開催。かねてよりこの日のライブで今後のグループに関する重大発表をするとアナウンスしていたが、諸事情により発表が出来なくなり、メンバーが悔し涙を流すという事態が発生。
- 2月12日、新宿ステーションスクエアにて『伝えたいことがあるんだ』と題したフリーライブを開催。2014年7月8日に横浜アリーナで行われるワンマンライブ『BiSなりの武道館』でのグループ解散を正式発表。フリーライブは「nerve」「レリビ」の2曲で中止となる。
- 3月22日、渋谷O-WESTで行なわれた『闇鍋音楽祭』で、2度目の「ソウルフラワーBiS階段」が実現し、ソウル・フラワー・ユニオンの代表曲「海行かば 山行かば 踊るかばね」、ニューエスト・モデルの代表曲「こたつ内紛争」に加えて、ジャックスの「堕天使ロック」、BiSの「nerve」が演奏された。
- 4月13日、那覇output公演を皮切りに、ラスト全国ツアー『THE BiS WHO SOLD THE WORLD TOUR』がスタート。2014年6月30日札幌公演までの全24公演。
- 7月2日、新宿ステーションスクエアにて『最後のお願い』と題したフリーライブを開催。売れ行きが伸び悩む解散ライブ『BiSなりの武道館』の集客を呼びかけ、「nerve」を披露した。フリーライブの前にはメンバーが街宣車に乗って都内を周遊した。
- 7月8日、横浜アリーナで解散ライブ『BiSなりの武道館』を開催。元メンバーのヨコヤマリナ、ナカヤマユキコ、ミチバヤシリオを加えた「nerve」に始まり、全49曲を3時間半かけて歌いきった。最後にメンバーの解散後の活動予定と『元BiSなりのワンマンライブ』開催を発表し、約3年半の活動を締めくくった。会場には約8000人が集結した[24]。
- 7月9日、『元BiSなりのワンマンライブ』開催。

2024年
- 解散から10年にあたる7月8日、初代BiSの最終メンバー6人によるフリーライブ「You've been cheated」を開催[25]。会場となった東京・歌舞伎町シネシティ広場には約1000人の観客、そして約200人のゲストが来場した。予定では全9曲を披露する予定だったが、盛り上がりすぎた為に安全面を考慮して7曲で終了した[26]。

### 第2期
2016年
- 9月4日、中野heavysickZEROにて、新メンバーを入れての再結成ワンマンライブ『THiS is BiS』を開催。また、オーディションに落選したメンバーのうち5名（のち1名が辞退）[27]がBiSの公式ライバルグループ「SiS」を結成し活動していくことが発表された。その後、SiSは2016年9月25日に中野heavysickZEROにて、お披露目ライブ『THiS is SiS』を開催したが、翌9月26日にスタッフのグループ活動に対する背任行為により活動休止となった[28][29]。10月6日には、渡辺淳之介のTwitter上に公開された動画[30]で、SiS元メンバーのうち3名のGANG PARADEへの加入とWACK所属、さらに11月13日に東京・新宿BLAZEで開催のGANG PARADEワンマン・ライブ「Barely Last」でお披露目されることが発表された[31][32]。
- 11月20日、下北沢SHELTERにて、ワンマンライブ『Brand-new idol Society』を開催[33]。このライブでは、2017年2月22日に2ndアルバムを発売することと、1月から全国6都市を回る『Re:STUPID TOUR』を行うことが発表された[34]。

2017年
- 3月28日、同日から4月2日まで開催されたWACK合同オーディション最終審査に、プー・ルイとアヤ・エイトプリンスが参加。4月2日に横浜赤レンガ倉庫イベント広場で行われたフリーイベント「WACK EXHiBiTiON」でオオショージメグミ（パン・ルナリーフィ）とヒラノノゾム（ももらんど）のBiS加入、アヤ・エイトプリンスとGANG PARADEのカミヤサキが、5月から9月末までの期間限定でレンタルトレードすることが発表された[35]。また、パン・ルナリーフィとももらんどは、5月30日にLIQUIDROOMで行われた「BAD SOCiAL TOUR」初日公演でお披露目された[36]。
- 8月6日、ペリ・ウブの体調不良により、東京・赤坂BLITZで開催が予定されていた「BAD SOCiAL TOUR」最終公演「IDOL is DEAD」が10月6日に延期が決定したのを受け、GANG PARADEとBiSHが出演する代替公演「SORRY!! NEXT BiS ONEMAN is 10.6!!」を開催[37]。同公演にて10月から、GANG PARADEとBiSのツーマン・ツアー「HELL!! CLASH!! BREAK!! TOUR」開催と、当初9月末までを予定していたアヤ・エイトプリンスとカミヤサキのレンタルトレード期間の無期限延長決定が併せて発表された[38]。
- 8月7日、ペリ・ウブの体調不良により、8月16日に予定されていたシングル「I can't say NO!!!!!!!」の発売日が10月4日に延期されることが発表された[39]。
- 9月15日、プー・ルイがダイエット企画「DiET or DiE」の失敗に伴い、2017年9月16日より活動休止[40]。
- 10月2日、BiSH、BiS、GANG PARADEメンバーからなるシャッフルユニット・SAiNT SEXの結成を発表。ユニットにはBiSHのアイナ・ジ・エンドとアユニ・D、BiSのプー・ルイとカミヤサキ、GANG PARADEのユメノユア、ヤママチミキ、アヤ・エイトプリンスが参加[41]。
- 10月6日、ワンマンライブ「IDOL is DEAD」延期振替公演を東京・赤坂BLITZで開催。ライブの途中、ステージ上のカミヤサキからの呼びかけに応える形で会場にいたプー・ルイがステージに上がり、そのまま復帰[42]。併せて日本クラウンのレーベル・CROWN STONESより2度目のメジャーデビューと、2018年1月より東名阪ツアーの開催を発表[43]。
- 10月18日、SAiNT SEXの“Tシャツ付きシリアルナンバー入りCD”「WACK is FXXK」を、タワーレコード限定で2000枚での限定生産にてリリース[41]。
- 12月6日、BiSH、BiS、GANG PARADE、EMPiREのマネジメントを行うWACKと、WACK所属アーティストらの楽曲制作を手がける松隈ケンタ率いるSCRAMBLESの設立3周年記念アルバム『WACK & SCRAMBLES WORKS』発売。BiSH、BiS、GANG PARADE、EMPiREのシャッフルメンバーによるカバー8曲に加え、SAiNT SEX「WACK is FXXK」、EMPiREの初CD音源も収録[44]。
- 12月8日、東京・Zepp DiverCity TOKYOで開催された所属事務所WACKの主催イベント「WACKのフェス。」に出演。SAiNT SEXが持ち曲「WACK is FXXK」をパフォーマンス。終了後にWACK代表の渡辺がステージに登場し、SAiNT SEXの解散を発表。この日の公演が同ユニットのラストライブとなった。さらにアヤとカミヤのレンタルトレードを2018年3月3日で解除することを発表。3月4日に東京・両国国技館で行われるワンマンライブ「BiS 2nd BEGiNNiNG TOUR FiNAL WHO KiLLED IDOL??」にGANG PARADEも登場し、“レンタルトレード終了の儀”を行うことが宣言された[45]。

2018年
- 1月6日、東京・中野heavy sick ZEROで行われた東名阪ツアー「BiS 2nd BEGiNNiNG TOUR」の初日公演にて、プー・ルイが3月4日に東京・両国国技館で行われるワンマンライブ「BiS 2nd BEGiNNiNG TOUR FiNAL WHO KiLLED IDOL??」をもってグループを脱退することをプー・ルイ本人が発表[46]。
- 3月4日、東名阪ツアー「BiS 2nd BEGiNNiNG TOUR」のツアーファイナルとなるワンマンライブ「BiS 2nd BEGiNNiNG TOUR FiNAL WHO KiLLED IDOL??」を、東京・両国国技館で開催。BiSとGANG PARADEのメンバーが渡辺と共に登場し、“レンタルトレード終了の儀”が執り行われたほか、本公演をもってBiSの発起人であるプー・ルイがグループを卒業[47]。
- 3月6日、合宿型オーディション「WACK合同オーディション2018」実施が発表され、3月12日から18日まで行われるこの合宿に、BiSよりペリ・ウブとパン・ルナリーフィが参加。合宿の模様は、ニコニコ生放送で生中継されることが決定した[48]。
- 3月7日、2度目の“メジャーデビュー”となる両A面シングル「WHOLE LOTTA LOVE / DiPROMiSE」をリリース。「WHOLE LOTTA LOVE」はプー・ルイおよび3月4日公演をもってGANG PARADEへと籍を戻すカミヤサキは不参加で、カミヤとレンタルトレードしていたアヤ・エイトプリンスを加えた新体制BiSの楽曲。一方「DiPROMiSE」はプー・ルイの卒業をテーマにしたナンバーで、プー・ルイ、カミヤサキがBiSのレコーディングに参加したラストソングとなる[49]。
- 3月18日、大阪・大阪城音楽堂にて、WACK所属グループが一堂に会するフリーイベント「WACK EXHiBiTiON」開催。このイベント内で「WACK合同オーディション2018」の結果が発表され、BiSにはアユナ・C（ムロパナコ）、オレンジコバンパイア（ネル・ネール）、チョウショージメグミ（ミュークラブ）、ガミヤサキ（のちに加入辞退）、セントチヒロ・テッテ（トリアエズ・ハナ）が合格。EMPiREのYUiNA EMPiREが5月1日の東京・マイナビBLITZ赤坂でのワンマンを最後にBiSへ完全移籍。また“Jリーグ方式”を取り入れ1stと2ndに分裂となり、1stにはパン・ルナリーフィ、ももらんど、ゴ・ジーラ、セントチヒロ・テッテ、ガミヤサキ、オレンジコバンパイア、2ndにはペリ・ウブ、アヤ・エイトプリンス、キカ・フロント・フロンタール、アユナ・C、チョウショージメグミ、YUiNA EMPiREが所属。さらに7月4日に新体制初となるニューシングルのリリースも決定した[50]。
- 4月15日、1年をかけて47都道県を回るツアー「I don't know what will happen TOUR」スタート[47]。同日、ツアー概要第2弾として6、7月の19公演が発表され、ツアー第2弾はすべて昼夜2公演で、昼はBiS2nd、夜はBiS1stの公演となった。これにより、BiS1stとBiS2ndの2チームに分裂した新体制での活動が本格化することとなった[51]。
- 4月20日、ももらんどが精神的にも肉体的にも疲労が重なったことから、BiSとして活動をしていくことが困難な状況と判断され、脱退することが発表された[52]。
- 5月15日、「WACK合同オーディション2018」を経て、BiSに加入した新メンバーの名前とTwitterアカウントを解禁。なお、EMPiREから移籍したYUiNA EMPiREは名前を変更せずに活動することになった[53]。
- 6月2日、「I don't know what will happen TOUR」第2弾公演初日（金沢AZ）より、BiS1st（ビスファースト）、BiS2nd（ビスセカンド）の2部制「BiS.LEAGUE」を導入。ツアー会場でのグッズ購入者を対象とした第1回「BiS.LEAGUE」投票受付開始[54]。
- 7月3日、東京・代々木公園野外ステージでフリーライブ「YOYOGi Don't miss it!!」開催。オープニングアクトとして登場したBiS2ndが「レリビ」をパフォーマンスし、BiS1st・BiS2ndの10人がそれぞれステージで「BiS.LEAGUE」への投票を呼び掛けるアピールタイムが設けられた後、BiS1stがライブを行った[55]。
- 7月4日、シングル「Don't miss it!!」リリース。シングルに封入される、シリアルナンバー付きの「BiS.LEAGUE券」でファンが応援するメンバーに投票を行い、その得票数の1位〜5位が次作のBiS1st、6位〜10位がBiS2ndとして活動することになるメンバー入れ替え戦「BiS.LEAGUE」が開幕[56][57]。その後、渡辺が「今回の分け方のはまりがすごく良かったので」として、次作も1位〜4位がBiS1st、5位〜10位がBiS2ndとする構成人数の変更を発表した[58]。
- 7月31日、ニコニコ生放送で第1回「BiS.LEAGUE」集計結果を発表[59]。1位は7265票を獲得したゴ・ジーラ。以下、アヤ・エイトプリンス（6752票）、パン・ルナリーフィ（6579票）、トリアエズ・ハナ（6411票）の4名が次期1st、キカ・フロント・フロンタール （6141票）、ペリ・ウブ（5780票）、YUiNA EMPiRE（2343票）、ムロパナコ（1878票）、ネル・ネール（1735票）、ミュークラブ（1329票）の6名が次期2ndに所属することが決定した[60]。また次期よりキャプテン制が導入され、1stはゴ・ジーラ、2ndはムロパナコがそれぞれ就任。さらにゴ・ジーラには、1stの次作に収録される楽曲の作詞権が与えられた[61]。
- 8月4日、TOKYO IDOL FESTIVAL2018に出演。2ndは「BiSBiS」を3回歌唱後、GANG PARADEの「GANG 2」を歌唱[62]。1stは「BiSBiS」を5回歌唱後、GANG PARADEの「Plastic 2 Mercy」を歌唱[63]。
- 11月14日、シングル「アゲンストザペイン」リリース。前作同様、1stは3形態、2ndは通常盤のみの1形態。1st完全生産限定盤は2000枚の数量限定生産で、第1回「BiS.LEAGUE」で1位を獲得したゴ・ジーラ作詞の「イツカヤラレルゾ」に加え、BiS1stメンバーによる「アゲンストザペイン」ソロ歌唱バージョンのCDを封入[64]。また今作に合わせて第2回「BiS.LEAGUE」開催。投票には「アゲンストザペイン」各形態の初回生産分に封入されている「BiS.LEAGUE券」またはライブ会場でのグッズ購入者に配布される投票券が必要。投票期間は、11月12日20:00から12月25日20:00までの約1カ月半[65]。その期間中、計12回にわたって中間結果がアナウンスされ、最終的な投票結果は、12月29日に東京・Zepp Tokyoで行われる47都道府県ツアー「I Don't Know What Will Happen TOUR」の最終公演にて発表[66]。
- 12月29日、Zepp Tokyoで「I Don't Know What Will Happen TOUR」の最終公演ならびに第2回「BiS.LEAGUE」集計結果を発表。これらの模様はニコニコ生放送でも生中継された[67]。1位は8727票を獲得したゴ・ジーラが連覇。以下、アヤ・エイトプリンス（8540票）、キカ・フロント・フロンタール （8350票）、ペリ・ウブ（8319票）、パン・ルナリーフィ（7943票）、ミュークラブ（6044票）、ネル・ネール（4876票）、YUiNA EMPiRE（4630票）、ムロパナコ（4374票）、トリアエズ・ハナ（3223票）となった。これにより上位4名が次期1st、下位6名が次期2ndに所属するはずだったが、同時に「BiS.LEAGUE」を廃止し10人体制となる事が発表された。さらに、アヤ・エイトプリンス、ネル・ネール、YUiNA EMPiRE、ムロパナコ、トリアエズ・ハナの5名が戦力外通告を受け、新シングル発売後に処遇が決定することとなった[68]。

2019年
- 1月1日、ネル・ネールが精神的にも肉体的にも疲労が重なったことから、BiSとして活動をしていくことが困難な状況と判断され、脱退することが発表された[69]。
- 1月3日、マイナビBLITZ赤坂で行われた「WACKなりの甲子園」のアンコールで、渡辺淳之介から「WACK合同オーディション2019」の開催が発表され、BiSからは戦力外通告されたアヤ・エイトプリンス、YUiNA EMPiRE、ムロパナコ、トリアエズ・ハナの参加が決定した[70]。
- 2月3日、WACK主催の全国ツアー「Going Going WACK TOUR」の大阪・なんばHatch公演にて、4月から5月にかけて全国ツアー「BiS Are you ready to go? TOUR」開催を発表[71]。
- 3月1日、日本クラウン内に設立されたレーベル「Revolver records」への参加を発表。3月20日リリースのシングル「Are you ready?」が、Revolver records第1弾作品となった[72]。
- 3月18日、3月20日リリースの4thシングル「Are you ready?」発売を記念して合計69時間に及ぶライブイベント「BiSなりの69フェス。〜Are you ready to 69H?」を22日までの5日間、東京近郊の複数箇所で開催。このイベントは「Are you ready?」購入者を対象としたもので、ライブと特典会を1時間セットで繰り返し実施することを基本とし、5日間で合計69時間・全17部にわたって行われた[73]。69時間の中にはBiSメンバーと研究員の健康を配慮して寝食を共にする食事や睡眠の時間も設けられた[74]。またイベント初日の開会式にはレーベルメイトの歌謡コーラスグループ・純烈がサプライズで応援に駆けつけた[75]。
- 3月30日、長崎・壱岐の島ホールでの「WACK EXHiBiTiON」にて、『Are you ready to go? TOUR』のツアーファイナルである5月11日のマイナビBLITZ赤坂公演をもって解散することが発表された。現メンバー9名から解散の申し入れがあったため、受理したという。また、WACK代表・渡辺より再結成オーディションの開催がアナウンスされ、応募資格は18〜28歳の女性。経験不問で特定のレコード会社やプロダクションと契約のない人、在籍者は4月30日までに事務所等契約解除通知が証明できる人、そして第1期BiSの活動を理解できる人が対象となっている[8]。
- 5月11日、東京・マイナビBLITZ赤坂で行われたワンマンツアー「Are you ready to go? TOUR」のツアーファイナルをもって解散。終演後、WACK代表の渡辺が9人の今後について発表を行い、ゴ・ジーラおよびキカは事務所契約を即時解除。パン、ムロ、YUiNAは契約を継続。アヤ、ミュークラブ、ハナ、ペリは事務所との契約が即時解除となるが、この4人は活動を継続したいとの意思表示があり、4人の今後について「野球でいう、いわゆる“FA宣言”をさせていただきます。移籍金、契約金なし、金的保証なし。即時活動可能です。ご興味ある事務所の方はfa@wack.jpまで。期限は5月末日になります。なおFAメンバーの残留は認めません」と説明した[76]。

### 第3期
2019年
- 6月11日、第3期始動。メンバーの発表とともに、赤目と鼻血が加工された顔面のアーティスト写真が公開された[9]。
- 7月21日・27日・28日、「BiS研究員補完計画」を実施。メンバー5名が全国に散らばり、3日間をかけて全76店舗あるタワーレコードおよびTOWERminiを訪店し、アルバム「Brand-new idol Society」の収録曲がダウンロードできるQRコード入りのフライヤーを配布[77][78]。
- 7月30日、アルバムのリード曲「BiS-どうやらゾンビのおでまし-」のMVが公開。ただしメンバーのフォロワー目標数が未達成だった為、全編にわたって画面全体にモザイク加工が施された状態での公開となった[79]。
- 8月2日、メンバー全員がフォロワー目標数15000人を達成し、加工なしの顔面が公開された[80]。
- 8月4日、TOKYO IDOL FESTIVAL2019でWACKメンバーが出演するスペシャルプログラム「WACK presents DREAMLIGHTS in TIF」にシークレット出演し、初ライブを行った。「STUPiD」「BiS-どうやらゾンビのおでまし-」「thousand crickets」の3曲を披露[81]。同日21時には「BiS-どうやらゾンビのおでまし-」の無修正バージョンMVが公開された他、新たなアーティスト写真、「Brand-new idol Society」の収録曲およびジャケットアートワークが公開された[82]。
- 8月8日、アルバム未収録の新曲「少年の歌」「Good bye」「kAsAbutA」の無料配信が開始された[83]。
- 8月13日、CD発売前日に方向性の違い等により、12時を以てマナコ・チー・マナコの脱退が発表された[84]。
- 8月14日、フルアルバム「Brand-new idol Society」でデビュー[9]。
- 8月18日、第3期初のワンマンライブ「THiS is BiS」を中野heavy sick ZEROで開催[85]。
- 9月14日・21日、10月12日、第3期初となる東名阪ツアー「PAiNFUL TRiCKY SADiSTiC DEADLY TOUR」を9月14日に東京・下北沢SHELTER、21日に大阪・LIVE HOUSE Pangea、10月12日に愛知・DAYTRIVEで開催。チケットは往復ハガキのみでの応募受付で、抽選はメンバー自身が行い、当落通知はメンバーのサイン入りで返信ハガキが返送された[86]。
- 10月1日、新メンバーとしてズズ・デスが加入。赤目と鼻血が加工された顔面のアーティスト写真が公開され、素顔解禁のタイミングは、Twitterフォロワーの増加具合を見ながら渡辺が判断することとなっている[87]。
- 10月7日、家庭の事情により活動継続が困難となったため、ズズ・デスが脱退[88]。
- 10月19日・26日・30日、11月16日・17日、「BiS研究員増殖計画」を実施。メンバー4名が全国に散らばり、5日間をかけて全76店舗あるタワーレコードおよびTOWERminiを訪店し、11月20日発売のシングルを1枚予約すると来店メンバーとチェキが撮影できる[89]。
- 11月2日・3日、「BiS vs CARRY LOOSE対抗駅伝」を実施。BiSとCARRY LOOSEが共催ライブのメインアクトの座を賭け、各グループのメンバー4人とマネージャー2人の計6人によるチーム編成で、東京・渋谷～静岡・熱海間を2日間かけて駅伝方式で往復し、CARRY LOOSEが勝利。なおゴール後には、東京・タワーレコード渋谷店B1F CUTUP STUDIOにて合同リリースイベントが行われた[90][91]。
- 11月20日、第3期BiS初のシングル「DEAD or A LiME」をリリース。
- 11月24日、共催ライブイベント「CARRY BiS」を東京・WOMBで開催。「BiS vs CARRY LOOSE対抗駅伝」で勝利したCARRY LOOSEがメインアクト、BiSはオープニングアクトを務めた。なおBiSのライブ終了後には、2020年2月5日に2ndアルバムをリリースすることが発表された[92]。
- 12月28日、「DEAD or A LiME」発売を記念して24時間に及ぶライブイベント「Let's have a 24 hour BiS's party」を東京・UNITで開催。このイベントは「DEAD or A LiME」を1枚購入することで入場でき、ライブと特典会を1時間セットとして計24回実施[93][94]。

2020年
- 1月3日、「WACK合同オーディション2020」の開催が発表され、BiSからはチャントモンキーの参加が決定した[95]（その後、参加メンバーはトギーに変更された）。
- 1月4日 - 2月3日、第3期初となる全国ツアー「"LIVE DAM Ai" presents STAND BY BiS」を8都市で開催[96]。
- 2月5日、2ndアルバム「LOOKiE」をリリース[97]。
- 4月30日、新曲「IT'S TOO LATE」の無料配信が開始された[98]。
- 5月20日、新曲「DESTROY」をゲリラリリース。数量限定でネット上のどこかに販売。
- 6月17日、新曲「CURTAiN CALL」をゲリラリリース。これもまた数量限定でネット上のどこかに販売。
- 6月20日、無観客ワンマンライブ「HEART‐SHAPED BiS IT'S TOO LATE EDiTiON NO AUDiENCE LiVE」を開催。ニコニコでライブの様子を生配信した。持ち曲の30曲をMC無しで歌い切った。
- 7月8日、新曲「イミテーションセンセーション」をカセットテープでゲリラリリース。数量限定でタワーレコード限定販売。
- 8月19日、EP「ANTi CONFORMiST SUPERSTAR」をリリース。同日東京と大阪で2班に分かれ[99]、宣伝カーに乗ってゲリラ街頭PRを行った[100][101]。
- 9月9日、「HEART-SHAPED BiS IT'S TOO LATE EDiTiON NO AUDiENCE LiVE」の模様を収めた「HEART-SHAPED BiS IT'S TOO LATE EDiTiON NO AUDiENCE LiVE」をインターネット上のどこかでゲリラリリース。メンバーが商品制作を行った完全生産限定のオフィシャルブートレグで、記録媒体にはBlu-rayではなくBlu-ray-Rが使用され、ジャケットには白黒コピーの粗い画質のアートワークが使われており[102]、1000枚限定の同商品は発売直後に完売。その後同日夜に、ライブBlu-ray「HEART-SHAPED BiS IT'S TOO LATE EDiTiON NO AUDiENCE LiVE」を10月14日に正式リリースすることが発表された[103]。
- 10月18日、11月1日・15日・28日、12月6日、およそ8ヵ月ぶりとなる有観客ワンマンライブ「KiLL YOur WiNTerxxx」を10月18日に愛知・日本特殊陶業市民会館 フォレストホール、11月1日に北海道・札幌文化芸術劇場hitaru、15日に京都・ロームシアター京都、28日に宮城・電力ホール、12月6日に福岡・福岡サンパレスで開催[104][105][106]。
- 11月25日、研究員セレクトアルバム「“プロパガンダ”と“PROPAGANDA”」をリリース。数量限定でタワーレコード限定販売[107]。
- 12月18日、ワンマンライブ「The DANGER OF MiXiNG BiS」を東京・LINE CUBE SHIBUYA（渋谷公会堂）で開催[108]。
- 12月23日、新曲「COLD CAKE」をゲリラリリース。数量限定で宮城・セガ仙台、東京・ハイテクランド セガ 渋谷、愛知・セガマーケットスクエアささしま、大阪・セガ難波アビオン、福岡・セガ福岡天神、セガキャッチャーオンラインのクレーンゲームの景品として登場[109]。

2021年
- 1月17日 - 2月14日、全国ツアー「KiLLiNG IDOLS TOUR」を10都市で開催[110]。
- 1月29日、新曲「COLD CAKE」を再度ゲリラリリース。数量限定でタワーレコード限定販売[111]。
- 2月24日、2nd EP「KiLLiNG iDOLS」が日本クラウン内に新たに設立されたBiSのプライベートレーベルである「ULTRA STUPiD RECORDS」よりリリースされる[112]。
- 2月27日、渡辺淳之介のTwitterにて「WACK合同オーディション2021」の現役参加メンバーが発表され、BiSからはチャントモンキーの参加が決定した[113]。
- 4月18日・24日・25日、学生限定公演「BiSの学園天国」および女性限定公演「BiSのKiSS ME ONLY THE GiRLS」を4月18日に東京・UNIT、24日に大阪・LIVE SQUARE 2nd LINE、25日に愛知・DAYTRIVEで開催[114]。
- 5月26日、第3期初の両A面シングル「TOUCH ME / LOVE」をリリース[115]。
- 6月12日 - 9月4日、全国ツアー「ENDLESS SUMMER BiS TOUR」を20都市で開催[116]。
- 6月30日、宮城・タワーレコード仙台パルコ店限定でBEAT CRUSADERS「IMAGINE?」をカバーしたシングルをゲリラリリース。100枚限定でリリースされ、ジャケットにはメンバー4人が実際に1枚1枚手形を押している[117]。
- 7月6日、BiSとZOCが7月12日に東京・タワーレコード渋谷店 5Fで合同リリースイベント開催を発表。BiSとZOCはいずれも前日7月5日に、同日同会場である7月12日のタワレコ渋谷店でリリースイベントを開催する旨を告知。タワレコ渋谷店がTwitter公式アカウントにて会場をダブルブッキングしてしまったと謝罪。協議の末に合同リリースイベントの開催することになった[118]。
- 7月12日、BiSとZOCが東京・タワーレコード渋谷店で合同リリースイベントを開催。リリースイベントの模様は現地での観覧のほか、会場に足を運べない人のために配信も行われた[118][119]。
- 7月22日・30日・31日、8月1日、開催延期となっていた東北ツアー「ARABAKI×BiS GIP! -GREAT iDOL PURiTANS-」を7月22日に岩手・KESEN ROCK FREAKS、30日に宮城・SENDAI GIGS、31日に宮城・石巻BLUE RESISTANCE、8月1日に岩手・KLUB COUNTER ACTION MIYAKOで開催[120][121]。日高央（Gt. / THE STARBEMS）、津田紀昭（Ba. / KEMURI, THE REDEMPTION）、RONZI（Dr. / BRAHMAN, OAU）をバンドメンバーに迎え、“BiS with ARABAKI 20th CENTURY STUPiD BOYS“として出演した[122]。
- 7月29日、福岡・タワーレコード香椎浜店限定でKEMURIの楽曲「PMA (Positive Mental Attitude)」をカバーしたシングルをゲリラリリース。100枚限定でリリースされ、ジャケットにはBiSメンバーが1枚1枚に“足形”を押したデザインが採用された[123]。
- 8月30日、奈良・タワーレコード橿原店限定でBRAHMANの楽曲「BASIS」をカバーしたシングルをゲリラリリース。100枚限定でリリースされ、ジャケットにはBiSメンバーが1枚1枚に“顔拓”を押したデザインが採用された[124]。
- 10月4日、タワレコ渋谷店にて11月3日にBiSとZOCによるスプリットシングル「割礼GIRL / BEGGiNG」がタワーレコード限定で発売され、11月に東名阪対バンツアー「BiS×ZOC presents We are BZ tour」の開催を告知した[125]。
- 11月4日、ナノ3が加入[126]。

2022年
- 2月18日、トギーが無期限で活動休止をすることが発表された[127]。
- 2月23日、シングル『DA DA DA DANCE SONG』をリリース[128]。
- 7月6日、シングル『Hey boy hey girl』をリリース。
- 7月18日、新宿マルイメン 屋上イベントスペースで開催された4th SG「Hey boy hey girl」発売記念 リリースイベントをもってチャントモンキーが脱退[129][130]。
- 8月6日、「TOKYO IDOL FESTIVAL 2022」にてトギーが復帰。BiSの出演はアナウンスされていたが、復帰についてはアナウンス無しという電撃復帰であった[131]。
- 10月14日、ヒューガーが加入[132]。

2023年
- 1月8日、イトー・ムセンシティ部、ネオ・トゥリーズが日比谷野外音楽堂にて開催された「ESCAPE from BiSimulation」をもって脱退[133][134]。
- 3月25日、WACK合宿オーディション2023にて候補生のアイカ・ザ・ポリス（イコ・ムゲンノカナタ）、hitorikko（クレナイ・ワールズエンド）、チャンアダルト（シオンエピック）の加入が決定[135]。5月14日に東京・中野heavysick ZEROでのライブ「BiS the REPRODUCTiON LiVE」でお披露目。
- 7月12日、シングル『イーアーティエイチスィーナーエイチキューカーエイチケームビーネーズィーウーオム』をリリース[136] 。
- 11月8日、シングル『LAZY DANCE』をリリース[137] 。

2024年
- 2月28日、3rdアルバム「NEVER MiND」をリリース[138]。
- 3月5日、シオンエピックが脱退[139] 。
- 4月1日、運営体制の変更を発表。今後は通常のアイドル活動に加え、メンバー自らプロモーション、イベントブッキングなどのマネジメント業務を担当し、結成当初のモットーである「自給自足」に回帰する[140]。
- 8月9日、解散を発表。メンバーの協議の結果「これ以上の活動継続は難しい」という結論に至ったとのこと[141][142]。

2025年
- 1月12日、日比谷公園大音楽堂にて開催されたラストライブ「Finale of third BiS」をもって解散[10]。渡辺淳之介がX（旧Twitter）にてBiSの第4期構想は無い旨を発言。2010年11月の第1期の結成から14年2か月の歴史に終止符を打った。[11]。

## メンバー

### 第3期

#### 最終メンバー
- トギー

2019年6月11日加入。京都府出身。メンバーカラー：赤。WACK合同オーディション2019参加者で、当時の仮名はオキタユア。TOKYO IDOL FESTIVAL オンライン 2020よりSAiNT SEXメンバー。座右の銘は「あきらめない」。
- ナノ3 愛称:「ナノ」

2021年11月4日加入。読みはナノナノナノ。埼玉県出身。メンバーカラー：オレンジ。座右の銘は「やらずに後悔よりやって後悔する」。
- ヒューガー

2022年10月14日加入。大阪府出身。メンバーカラー：青。WACK合同合宿オーディション2021にイギー、WACK合同合宿オーディション2022にイチャモリの仮名で参加していた。座右の銘はカネコアヤノの楽曲「爛漫」より「自暴自棄よりも早く走るしか明るい部屋は無いんだよ」。解散後はアイドルグループ「名称非公開」のメンバーとして活動。
- イコ・ムゲンノカナタ

2023年3月25日加入。5月14日から活動開始。千葉県出身。メンバーカラー：白。WACK合同オーディション2023合格者。オーディション時の仮名はアイカ・ザ・ポリス。座右の銘はBiSHの楽曲より「はいあきらめない」。解散後は「ASP」に加入。
- クレナイ・ワールズエンド

2023年3月25日加入。5月14日から活動開始。福岡県出身。WACK合同オーディション2023合格者。メンバーカラー：黄色。オーディション時の仮名はhitorikko。WACK合同合宿オーディション2022にナ後の仮名で参加していた。TOKYO IDOL FESTIVAL 2023よりHOLY SHiTSメンバー。座右の銘は「笑えばなんとかなる」。

#### 旧メンバー
- マナコ・チー・マナコ 愛称：「マナチー」

2019年6月11日加入。静岡県出身。2019年8月13日脱退。脱退後はバンド・killmilkyを結成し、小森まなこ名義で活動。
- ズズ・デス 愛称:「ずーちゃん」

2019年10月1日加入。2019年10月7日脱退。
- チャントモンキー 愛称:「モンちゃん」

2019年6月11日加入。福岡県出身。メンバーカラー：水色。振り付け担当。2022年7月18日脱退。脱退後は未菜名義でフリーで活動。
- イトー・ムセンシティ部 愛称:「ティ部」

2019年6月11日加入。新潟県出身。メンバーカラー：紫。2023年1月8日脱退。
- ネオ・トゥリーズ 愛称:「ネオちゃん」

2019年6月11日加入。東京都出身。メンバーカラー：緑。ONAGAWACKSTARSメンバー。2023年1月8日脱退。脱退後はLan名義で活動。
- シオンエピック

2023年3月25日加入。5月14日から活動開始。滋賀県出身。WACK合同オーディション2023合格者。メンバーカラー：ピンク。オーディション時の仮名はチャンアダルト。豆柴の大群なりの合宿にシオン名義で参加していた。2024年3月5日脱退。現在は颯詩音名義で「紫陽花は降らない」として活動。

### 第1期

#### 最終メンバー
- プー・ルイ（1990年8月20日 - ）愛称：「プーちゃん」

リーダー/オリジナルメンバー。メンバーカラーはピンク（2012年8月27日の『もしもし池尻外伝 -エレ糞編-』以前は赤）。ヨゴレ担当。埼玉県出身。
第1期解散から2年後にBiSの再始動を宣言する。BiS再始動に伴って「プー・ルイ」に名義を戻す。
- ヒラノノゾミ（1992年5月15日 - ）愛称：「のぞしゃん」「ノン様」「のんちゃん」「のぞ氏」

オリジナルメンバー。メンバーカラーは緑。マイペース担当。秋田県出身。
解散後は、ファーストサマーウイカとともに「BILLIE IDLE®」を結成。
- カミヤサキ（1991年9月27日 - ）愛称：「サキ様」「サキエさん」

2013年5月26日加入。ハンサム担当。東京都出身。
解散後は、元いずこねこの茉里（ミズタマリ）とともに「プラニメ」（現「GANG PARADE」）を結成。
- テンテンコ（1990年8月27日 - ）愛称：「テンテン」「テンさん」

2013年5月26日加入。殺し屋担当。北海道札幌市出身。身長142cm。
2014年BiS解散と共に特定の事務所との契約を結ばず完全フリーランスとして活動。
「歌」「LIVE」「DJ」「ノイズ演奏家」「執筆」「タレント」活動に加え、テレビや雑誌等に活動の幅を広げる。
2016年よりトイズファクトリー/MIYA TERRACEとマネージメント契約。
- ファーストサマーウイカ（1990年6月4日 - ）愛称：「ウイぽん（ファッサマ改め）」

2013年5月26日加入。太鼓持ち担当。大阪府出身。
解散後は、ヒラノノゾミとともに「BILLIE IDLE®」を結成。
- コショージメグミ（1993年9月28日 - ）愛称：「メグモン」

2013年11月10日加入。味つけ担当。新潟県出身。
BiS加入以前は、アイドルユニット「阿佐ヶ谷家」で「コショウジメグミ」として活動していた。
解散後はekoms代表・サクライケンタのプロデュースで「Maison book girl」として活動する。

#### 旧メンバー
- ヨコヤマリナ（1992年4月11日生まれ、永遠の15才）愛称：「りなはむ」

メンバーカラー：ピンク。おばか担当。
2011年6月24日脱退。脱退理由は「方向性の違い」。脱退後は本名の横山利奈として「アキシブproject」を立ち上げる。
- ナカヤマユキコ（1991年11月11日 - ）愛称：「ユケ」「うけ」

メンバーカラー：青。特攻隊長兼スベリ担当。
2011年12月31日脱退。脱退後はバンド「モルヒネ東京」に参加。
- ワキサカユリカ（1992年8月18日 - ）愛称：「ワッキー」

メンバーカラー：白。ピュア担当。
2012年4月15日 - 2013年3月16日在籍。脱退理由は「24時間100キロマラソン時に古傷が再発したことによる体調不良」。
- テラシマユフ（1991年7月8日 - ）愛称：「ゆっふぃー」

メンバーカラー：黄色。優等生担当。
2011年7月9日 - 2013年5月26日在籍。脱退理由は「活動の悩みからくる、体調不良」。
BiS加入前にオムニバスCD『Ultimate!! Girls Revolution1』に寺嶋ゆふ名義で参加していた。脱退後は本名の寺嶋由芙としてソロで活動。
- ミチバヤシリオ（1991年9月6日 - ）愛称：「ミッチェル」

メンバーカラー：オレンジ。キモい担当。
2012年4月15日 - 2013年9月22日在籍。脱退理由は「BiSと学業・就活との両立ができなかったから」在籍最終日に内定を獲得し、芸能活動を引退。大学卒業後は一般会社員として生活。

#### 終身名誉メンバー
- コシノジュンコ（1939年8月25日 - ）愛称：「ジュンコちゃん」

2013年10月29日加入。11月5日に終身名誉メンバーに就任。

### 第2期

#### 最終メンバー
- キカ・フロント・フロンタール（9月18日生まれ）愛称：「キカねぇ」

2016年9月3日加入。担当なし。山形県出身。BiSオーディション当時はマイナ・ジ・エンド(仮)名義。2017年5月以降は白塗りをしている。解散と同時に契約解除。渡辺淳之介の協力の元、WACKが運営するアパレルショップMULTiPLE MANiACSにてKiKA’s barを開いていたが、現在は閉店している。
- ペリ・ウブ（10月5日生まれ）愛称：「ペリたん」

2016年9月3日加入。人生楽勝担当。愛知県出身。BiSオーディション当時はナガヤマユキコ(仮)名義。第2期BiS解散までHOLY SHiTSメンバー。解散後、TWIN PLANETに移籍しソロアーティストとして活動。
- アヤ・エイトプリンス（5月2日生まれ）愛称：「アヤプリ」

2016年9月3日加入。美人担当。東京都八王子市出身で、名前は出身地を英語（八＝エイト、王子＝プリンス）に当てはめたもの。セントチヒロ・チッチ（BiSH）とは同郷で同じ高校の出身。BiSオーディション当時はコショージメグム(仮)名義。2017年5月1日から9月30日までの期間限定で、GANG PARADEにレンタル移籍となっていたが、8月6日に移籍期間の無期限延長が発表された。2018年3月3日にレンタルトレードを解除。3月4日に執り行われた“レンタルトレード終了の儀”をもって、GANG PARADEより復帰。第2期BiS解散までSAiNT SEXメンバー。解散後、フリーで活動。2025年現在は「LUCY」のメンバーとして活動中。
- ゴ・ジーラ（8月26日生まれ）愛称：「ゴジラ」「ゴジ」

2016年9月3日加入。怪獣担当。大阪府出身。BiSオーディション当時はヨコヤマヒナ(仮)名義。特撮ファンで、名前はオーディション時に着用していたゴジラのTシャツに因む。特技は空手。プー・ルイ卒業後から第2期BiS解散までSAiNT SEXメンバー。解散と同時に契約解除。2020年8月1日に綾称としてアパレルブランド「STINGRAY」に加入。
- パン・ルナリーフィ（8月18日生まれ）愛称：「パンナ」「パンルナ」

2017年4月2日加入。5月30日から活動開始。メロメロ担当。神奈川県出身。WACK合同オーディション当時はオオショージメグミ名義。名前の「パン」は合宿オーディションのマラソンで大きく関わったメロンパンに由来。第2期BiS解散後からSAiNT SEXメンバー。BiS解散後、CARRY LOOSEのメンバーとなるが2020年10月に解散。同年11月30日をもってWACKを退所し、HO6LAに所属していた。
- トリアエズ・ハナ（9月25日生まれ）

2018年3月18日加入。6月2日から活動開始。乾杯担当。東京都出身。WACK合同オーディション2018当時はセントチヒロ・テッテ名義。第2期BiS解散までHOLY SHiTSメンバー。解散後ディアステージに移籍し、ARCANA PROJECTのメンバーとして花宮ハナ名義で活動。
- ムロパナコ（9月12日生まれ）

2018年3月18日加入。6月2日から活動開始。そして でんせつが はじまった!担当。北海道出身。WACK合同オーディション2018当時はアユナ・C名義。第2期BiS解散までHOLY SHiTSメンバー。2019年6月24日契約解除。解散後、葉菜子として後藤友輔（To Be Continued）と音楽プロジェクトHer knuckleを立ち上げ、2021年に脱退。その後はソロで活動していた。2025年現在は元3期BiSメンバーのヒューガー、古森もぐ、いかさんと共にアイドルグループ「名称非公開」として活動している。
- ミュークラブ（6月21日生まれ）愛称:「ミュー」「ミューちゃん」

2018年3月18日加入。6月2日から活動開始。不思議の国担当。福井県出身。WACK合同オーディション2018当時はチョウショージメグミ名義。解散後ディアステージに移籍し、ミームトーキョーのメンバーとしてMEW名義で活動。
- YUiNA EMPiRE（2月7日生まれ）愛称:「ゆいなぴ」

元EMPiREメンバー。2018年5月2日加入。6月2日から活動開始。バク担当。宮城県仙台市生まれの埼玉県育ち。BiS解散後、CARRY LOOSEのメンバーとなるが2020年10月に解散。同年12月、WAggに加入。2025年現在はYUINA名義でアイドルグループ「Chalca」のメンバーとして活動中。

#### 旧メンバー
- プー・ルイ（1990年8月20日 - ）愛称：「プーちゃん」

リーダー兼ヨゴレ担当。埼玉県出身。松隈ケンタ、渡辺淳之介と共にBiSの再始動を2016年7月8日に発表する。再結成に伴い年齢を「18歳」と設定する。ダイエット企画「DiET or DiE」の失敗に伴い、2017年9月16日より活動休止していたが、10月6日より復帰。2018年1月6日の「BiS 2nd BEGiNNiNG TOUR」初日公演にて、3月4日両国国技館公演でBiSを卒業することを発表。3月7日リリースの両A面シングル「WHOLE LOTTA LOVE / DiPROMiSE」のタイトル曲の1つ「DiPROMiSE」のMVは、ソロ時代からBiS解散、そして再結成を経て以降のオフショットを中心に構成された。2018年6月6日、BILLIE IDLE®に加入。BiS卒業までSAiNT SEXメンバー。
- カミヤサキ（1991年9月27日 - ）愛称：「サキ様」「サキエさん」

GANG PARADEメンバー。第1期BiSメンバー。ハンサム坊主担当。2017年5月1日から9月30日までの期間限定で、BiSにレンタル移籍となっていたが、8月6日に移籍期間の無期限延長が発表された。2018年3月3日にレンタルトレードを解除。3月4日に執り行われた“レンタルトレード終了の儀”をもって、GANG PARADEへ復帰。SAiNT SEXメンバー。
- ももらんど（7月16日生まれ）

2017年4月2日加入。5月30日から活動開始。CHANGE the WORLD担当。鹿児島県出身。WACK合同オーディション当時はヒラノノゾム名義。2018年4月20日脱退。
- ネル・ネール（7月28日生まれ）

2018年3月18日加入。6月2日から活動開始。ダイナマイト担当。岡山県出身。WACK合同オーディション2018当時はオレンジコバンパイア名義。2019年1月1日脱退。

#### マネージャー
- 渡辺淳之介（わたなべ じゅんのすけ、1984年10月23日 - ）愛称：「ジュンジュン」

第1期解散後に株式会社WACKを設立。詳細は渡辺淳之介を参照。

### メンバー変遷史
表中、メンバー欄の▲は加入、▼は脱退・卒業、リリース欄の●はシングル、■はアルバムを示す。

#### 第1期
| 期間                   | メンバー                                                                                     | リリース                                                    | 備考          |
| ---------------------- | -------------------------------------------------------------------------------------------- | ----------------------------------------------------------- | ------------- |
| 2011年2月 - 2011年6月  | プー・ルイ、▼ヨコヤマリナ、ナカヤマユキコ、ヒラノノゾミ                                      | ■Brand-new idol Society                                     | 結成          |
| 2011年6月 - 2011年7月  | プー・ルイ、ナカヤマユキコ、ヒラノノゾミ                                                     | -                                                           | -             |
| 2011年7月 - 2011年12月 | プー・ルイ、▼ナカヤマユキコ、ヒラノノゾミ 、▲テラシマユフ                                    | ●My lxxx ●nerve ●primal.                                    | -             |
| 2012年1月 - 2012年4月  | プー・ルイ、ヒラノノゾミ、テラシマユフ                                                       | ●豆腐 ●IDOL                                                 | -             |
| 2012年4月 - 2013年3月  | プー・ルイ、ヒラノノゾミ、テラシマユフ、▲ワキサカユリカ、▲ミチバヤシリオ                     | ●PPCC ■IDOL is DEAD ●GET YOU ●BiSimlation                   | -             |
| 2013年3月 - 2013年5月  | プー・ルイ、ヒラノノゾミ、▼テラシマユフ、ミチバヤシリオ                                      | -                                                           | -             |
| 2013年5月 - 2013年9月  | プー・ルイ、ヒラノノゾミ、▼ミチバヤシリオ、▲ファーストサマーウイカ、▲テンテンコ、▲カミヤサキ | ●DiE ●Fly/Hi                                                | -             |
| 2013年9月 - 2013年11月 | プー・ルイ、ヒラノノゾミ、ファーストサマーウイカ、テンテンコ、カミヤサキ                     | -                                                           | -             |
| 2013年11月 - 2014年7月 | プー・ルイ、ヒラノノゾミ、ファーストサマーウイカ、テンテンコ、カミヤサキ、▲コショージメグミ  | ●STUPiG ■WHO KiLLED IDOL? ●FiNAL DANCE/nerve ■うりゃおい!!! | 2014年7月解散 |

#### 第2期
| 期間                   | メンバー | リリース                             | 備考                                                              |
| ---------------------- | --- | ------------------------------------ | ----------------------------------------------------------------- |
| 2016年9月 - 2017年3月  | プー・ルイ、キカ・フロント・フロンタール、▼アヤ・エイトプリンス、ゴ・ジーラ、ペリ・ウブ                                                                                                  | ■Brand-new idol Society 2 ■Re:STUPiD | 再結成                                                            |
| 2017年3月 - 2017年5月  | プー・ルイ、キカ・フロント・フロンタール、ゴ・ジーラ、ペリ・ウブ、▲カミヤサキ | -                                    | アヤ・エイトプリンスとカミヤサキ（GANG PARADE）がレンタルトレード |
| 2017年5月 - 2018年3月  | ▼プー・ルイ、キカ・フロント・フロンタール、ゴ・ジーラ、ペリ・ウブ、▼カミヤサキ、▲パン・ルナリーフィ、▲ももらんど                                                                         | ●SOCiALiSM ●I can't say NO!!!!!!!    | -                                                                 |
| 2018年3月 - 2018年4月  | キカ・フロント・フロンタール、ゴ・ジーラ、ペリ・ウブ、パン・ルナリーフィ、▲アヤ・エイトプリンス、▼ももらんど                                                                             | ●WHOLE LOTTA LOVE/DiPROMiSE          | アヤ・エイトプリンスとカミヤサキのレンタルトレード終了            |
| 2018年4月 - 2018年5月  | キカ・フロント・フロンタール、ゴ・ジーラ、ペリ・ウブ、アヤ・エイトプリンス、パン・ルナリーフィ                                                                                           | -                                    | -                                                                 |
| 2018年6月 - 2018年8月  | 【1st】ゴ・ジーラ、パン・ルナリーフィ、▲トリアエズ・ハナ、▲ネル・ネール 【2nd】キカ・フロント・フロンタール、アヤ・エイトプリンス、ペリ・ウブ、▲YUiNA EMPiRE、▲ムロパナコ、▲ミュークラブ | ●Don't miss it!!                     | 2リーグ体制へ移行                                                 |
| 2018年9月 - 2018年12月 | 【1st】ゴ・ジーラ、アヤ・エイトプリンス、パン・ルナリーフィ、トリアエズ・ハナ 【2nd】キカ・フロント・フロンタール、ペリ・ウブ、YUiNA EMPiRE、ムロパナコ、▼ネル・ネール、ミュークラブ     | ●アゲンストザペイン                  | キャプテン制導入                                                  |
| 2019年1月 - 2019年5月  | ゴ・ジーラ、アヤ・エイトプリンス、キカ・フロント・フロンタール、ペリ・ウブ、パン・ルナリーフィ、ミュークラブ、YUiNA EMPiRE、ムロパナコ、トリアエズ・ハナ                                 | ●Are you ready?                      | BiS.LEAGUE廃止 2019年5月解散                                      |

#### 第3期
| 期間                    | メンバー                                                                                      | リリース | 備考          |
| ----------------------- | --------------------------------------------------------------------------------------------- | --- | ------------- |
| 2019年6月 - 2019年8月   | イトー・ムセンシティ部、ネオ・トゥリーズ、チャントモンキー、トギー、▼マナコ・チー・マナコ     | ■Brand-new idol Society | 再結成        |
| 2019年8月 - 2019年9月   | イトー・ムセンシティ部、ネオ・トゥリーズ、チャントモンキー、トギー                            | - | -             |
| 2019年10月              | イトー・ムセンシティ部、ネオ・トゥリーズ、チャントモンキー、トギー、▲▼ズズ・デス              | - | -             |
| 2019年10月 - 2021年10月 | イトー・ムセンシティ部、ネオ・トゥリーズ、チャントモンキー、トギー                            | ●DEAD or A LiME ■LOOKiE ●DESTROY ●CURTAiN CALL ●イミテーションセンセーション ■ANTi CONFORMiST SUPERSTAR ■"プロパガンダ"と"PROPAGANDA" ●COLD CAKE ■KiLLiNG iDOLS ●TOUCH ME/LOVE ●IMAGINE? ●PMA (Positive Mental Attitude) ●BASIS ■BiS DiVE into ROCKS | -             |
| 2021年11月 - 2022年7月  | イトー・ムセンシティ部、ネオ・トゥリーズ、▼チャントモンキー、トギー、▲ナノ3                   | ●DA DA DA DANCE SONG ●BELiEVE ●Hey boy hey girl | -             |
| 2022年7月 - 2022年10月  | イトー・ムセンシティ部、ネオ・トゥリーズ、トギー、ナノ3                                       | - | -             |
| 2022年10月 - 2023年1月  | ▼イトー・ムセンシティ部、▼ネオ・トゥリーズ、トギー、ナノ3、▲ヒューガー                        | - | -             |
| 2023年1月 - 5月         | トギー、ナノ3、ヒューガー                                                                     | - | -             |
| 2023年5月 - 2024年3月   | トギー、ナノ3、ヒューガー、▲イコ・ムゲンノカナタ、▲クレナイ・ワールズエンド、▲▼シオンエピック | ●イーアーティエイチスィーナーエイチキューカーエイチケームビーネーズィーウーオム ●LAZY DANCE ■NEVER MiND | -             |
| 2024年3月 - 2025年1月   | トギー、ナノ3、ヒューガー、イコ・ムゲンノカナタ、クレナイ・ワールズエンド                     | - | 2025年1月解散 |

## 作品
※順位はオリコン・ウィークリーランキング最高順位。

### オムニバス参加・ゲスト参加作品
| #     | 発売日         | タイトル                               | アーティスト         | 規格品番      | 参加曲                                                  | 備考                                                                             |
| 第1期 | 第1期          | 第1期                                  | 第1期                | 第1期         | 第1期                                                   | 第1期                                                                            |
| ----- | -------------- | -------------------------------------- | -------------------- | ------------- | ------------------------------------------------------- | -------------------------------------------------------------------------------- |
| 1     | 2011年10月5日  | I LOVE TOKYO〜FOR ANIME MUSIC LOVERS〜 | V.A.                 | CRCP-40303    | Over The Future（絶対可憐チルドレン）                   | アニソンカヴァーアルバム。Kentaro Takizawaとのコラボレーション。                 |
| 2     | 2013年3月6日   | 青春ファンタジア                       | さよならポニーテール | ESCL-4031     | あの頃 (BiS kyousyuku version)                          | さよならポニーテールのカヴァー 初回生産限定盤のDISC2に収録                       |
| 3     | 2013年10月12日 | でんでんぱっしょん/IDOL                | BiS/でんぱ組.inc     | PPTF-8053     | でんでんぱっしょん                                      | でんぱ組.incのカヴァー 会場/ヴィレッジヴァンガード下北沢店・渋谷宇田川店限定販売 |
| 4     | 2014年1月22日  | Disney Rocks!!! Girl's Power!          | V.A.                 | AVCW-63008    | いつか王子様が                                          | ディズニー公式アレンジアルバム 映画『白雪姫』挿入歌                              |
| 5     | 2014年4月9日   | the divine move                        | Vampillia            | VBR-019       | mirror mirror oops i did it again                       | 様々なゲストを迎えフィーチャリング楽曲で固めたVampilliaの日本企画盤              |
| 6     | 2014年5月21日  | ULTRAS 2014                            | V.A.                 | YRCN 95234〜5 | OH! NIPPON REMIX feat. BiS,ギュウゾウ(電撃ネットワーク) | 日本サッカー応援コンピレーションアルバム                                         |
| 第2期 |                |                                        |                      |               |                                                         |                                                                                  |
| 1     | 2019年10月30日 | 遊☆戯☆王VRAINS SOUND DUEL 3            | V.A.                 | MJSA-01276    | Are you ready? (TV size)                                | テレビアニメ『遊☆戯☆王VRAINS』のサウンドトラック集                               |
| 2     | 2020年4月8日   | 遊☆戯☆王VRAINS VOCAL BEST!!            | V.A.                 | MJSA-01282    | Are you ready?                                          | テレビアニメ『遊☆戯☆王VRAINS』の主題歌集                                         |
| 第3期 |                |                                        |                      |               |                                                         |                                                                                  |
| 1     | 2021年11月3日  | 割礼GIRL/BEGGiNG                       | BiS/ZOC              | AVC1-61130    | 割礼GIRL family name                                    | ZOCのカヴァー                                                                    |

### 映像作品
| #     | 発売日         | タイトル                                                | 順位  | 規格品番      | 販売形態                                                                                            |
| 第1期 | 第1期          | 第1期                                                   | 第1期 | 第1期         | 第1期                                                                                               |
| ----- | -------------- | ------------------------------------------------------- | ----- | ------------- | --------------------------------------------------------------------------------------------------- |
| 1     | 2013年2月20日  | バックステージ・アイドル・ストーリー上巻                | -     | DDXV-1001     | Blu-ray(第1話〜第4話)                                                                               |
| 2     | 2013年2月20日  | バックステージ・アイドル・ストーリー下巻                | -     | DDXV-1002     | Blu-ray(第5話〜第8話)                                                                               |
| 3     | 2013年12月4日  | ROAD TO BUDOKAN KOKUGIKAN「WHO KiLLED IDOL?」           | 51位  | DQB-53        | 2枚組DVD                                                                                            |
| 4     | 2014年7月8日   | BiSなりのオールナイトニッポンDVD                        | -     | -             | 会場販売DVD                                                                                         |
| 5     | 2014年9月24日  | BiS解散LIVE「BiSなりの武道館」@横浜アリーナ             | -     | AVXD-92138〜9 | 2枚組Blu-ray                                                                                        |
| 5     | 2014年9月24日  | BiS解散LIVE「BiSなりの武道館」@横浜アリーナ             | -     | AVBD-92140〜1 | 2枚組DVD                                                                                            |
| 6     | 2015年7月22日  | 完全版 BiSキャノンボール 2014                           | -     | DDBZ-1075/6   | 『劇場版 BiSキャノンボール2014』の完全版。2枚組DVD。                                                |
| 第3期 |                |                                                         |       |               | |
| -     | 2020年9月9日   | HEART-SHAPED BiS IT'S TOO LATE EDiTiON NO AUDiENCE LiVE | -     | -             | メンバー制作による完全生産限定盤（1000枚限定・同一タイトル商品のオフィシャルブートレグ）。Blu-ray-R |
| 1     | 2020年10月14日 | HEART-SHAPED BiS IT'S TOO LATE EDiTiON NO AUDiENCE LiVE | 9位   | CRXP-10009    | Blu-ray                                                                                             |
| 2     | 2023年3月15日  | ESCAPE from BiSimulation                                | -     | CRXP-10011    | クラウン徳間ミュージックショップ限定販売・完全生産枚数限定、Blu-ray                                 |

## 出演

### ラジオ
- BiSのアイ研!!（2011年 - 2012年、下北ＦＭ）
- RADIO DRAGON 〜Monthly Dragon〜（2012年10月 - 、TOKYO FM） - 火曜日レギュラー[197]
- BiSのビッスン?（2013年1月6日 - 2014年7月5日、ラジオ日本）[198]
- BiSなりのオールナイトニッポンR（2014年5月31日、ニッポン放送） - 27:00 - 29:00
- SESSION!〜BiS EDiTiON〜（2021年4月7日 - 、Date FM） - 水曜レギュラー

### テレビ
- バックステージ・アイドル・ストーリー（2012年10月10日 - 11月28日、スペースシャワーTV） - 全8回

### 映画
- MOOSIC LAB 2012 『アイドル・イズ・デッド』（2012年、加藤行宏監督）
- アイドル・イズ・デッド ノンちゃんのプロパガンダ大戦争（2014年1月11日、加藤行宏監督）
- 劇場版BiSキャノンボール2014（2015年3月5日、カンパニー松尾監督）[199]
- 劇場版 アイドルキャノンボール2017（2018年2月3日、日活、カンパニー松尾監督）[200]

### 書籍
- BiStory〜アイドルを殺したのは誰?〜（2013年8月20日、ムオン・エンタテインメント）
- MOBiSPROOF―BiSの7日間戦争（2013年10月18日、デザインスタジオSTUDS）[201]
- 月刊BiS×米原康正+DVD（2014年1月10日、イーネット・フロンティア）
- BiS BOOK -What is BiS？-（2022年3月2日、StoryWriter）

## 「IDOL騒動」
2012年4月11日にリリースされたBiSの5thシングル「IDOL」にまつわるダマし企画と一連の騒動。
5thシングル「IDOL」のリリースを前にBiSは“新曲のPV”として「アイドル」をYouTube上に公開（現在は削除済）。
メイド服に身をまとい、それまでのロックチューンから王道アイドル路線へ大きく方向性を変えたスタイルとサウンドに多くの研究員が動揺。PV公開直後にメンバーのテラシマユフがBiSの方向性やマネジメント批判ともとれる意味深なブログを公開（←即日削除）したこともありさらに波紋を広げる。
その後、公式のアナウンスを出さないままBiSはライブやイベント出演を重ね、2012年3月24日新宿ロフトプラスワンにてCDデビュー一周年記念イベント『全曲踊ろうぜみんな。あと乾杯しよう。』を開催。オールナイトイベントとなった本イベントの様子はニコニコ生放送でもライブ配信。合計視聴者3万人を超える注目を集めたイベント終盤、マネージャーの渡辺が一人ステージ上に立ちBiSの王道アイドル路線転身についての叛意を涙ながらに訴え、同シングルのリリースをもってディレクターの降板を表明。この渡辺の言動により研究員の動揺はピークに達する。
そしてシングル発売前日の2012年4月10日午前0時（CDが店頭に並ぶのは発売日前日が通常のため実質上の発売日）にBiSは新曲のPV「IDOL」を公開。先に公開されたPV「アイドル」と王道アイドル路線への転身はBiS自らによるだまし企画だったことを表明した。
「IDOL」のPVはエキストラの研究員を集め、邪教の女神に扮したBiSを十字架に磔にして早朝の街中を練り歩くという日のこれまでの過激な路線を踏襲した内容。しかしその撮影直後のテラシマユフのブログでの反論、そして一周年イベントでの渡辺のプロデューサー降板表明と、長期間に渡る周到な計画が積み重ねられ、事実を知る関係者もごく一部に限られていたため、「アイドル」のPV公開直後は半信半疑だった多くの研究員がこの騒動に巻き込まれることとなった。（「IDOL」はHMV限定シングルだったが店舗にも事実は伝えられていなかった）
その後、2012年4月15日の下北沢SHELTERでのワンマンライブ『Killer BiS』で“騒動の黒幕”マネージャー渡辺はテラシマユフにバリカンで頭を丸刈りにされ一連の「IDOL騒動」は終止符を打った。

## 研究員
BiS（新生アイドル研究会）のファンの呼称。ライブやイベントでの熱烈な応援と度を過ぎた奇行がしばしば本人たちよりも観客の注目を集める。
なお、メンバーごとのファングループについては以下のように呼称される。
| メンバー                     | グループ名称         |
| 第1期                        | 第1期                |
| ---------------------------- | -------------------- |
| プー・ルイ                   | ぷーらぁ             |
| ヒラノノゾミ                 | のぞみけ             |
| カミヤサキ                   | はんさむズ           |
| テンテンコ                   | テンコ界隈           |
| ファーストサマーウイカ       | サマーウォーズ       |
| コショージメグミ             | め組                 |
| テラシマユフ                 | ゆふぃすと           |
| ワキサカユリカ               | わっきゃー/住民      |
| ミチバヤシリオ               | ちぇるサー           |
| ヨコヤマリナ                 | りなはむず           |
| ナカヤマユキコ               | ユッケジャン         |
| 第2期                        |                      |
| ゴ・ジーラ                   | 巨災隊               |
| アヤ・エイトプリンス         | 日野の2t             |
| キカ・フロント・フロンタール | フロンティア         |
| ペリ・ウブ                   | モンスターペアレンツ |
| パン・ルナリーフィ           | BUNS                 |
| ももらんど                   | らんどせる           |
| トリアエズ・ハナ             | オハナ畑             |
| ムロパナコ                   | パルプンターズ       |
| ミュークラブ                 | CLUB KiDS            |
| YUiNA EMPiRE                 | Awaker               |
| ネル・ネール                 | 病床                 |
| 第3期                        |                      |
| イトー・ムセンシティ部       |                      |
| チャントモンキー             | 門番                 |
| トギー                       |                      |
| ネオ・トゥリーズ             |                      |
| マナコ・チー・マナコ         |                      |
| ズズ・デス                   |                      |
| ナノ3                        |                      |
| ヒューガー                   |                      |
| イコ・ムゲンノカナタ         |                      |
| クレナイ・ワールズエンド     |                      |
| シオンエピック               |                      |

### 公式サイト
- BiS official website / 新生アイドル研究会（Brand-new Idol Society）公式ウェブサイト
- BiS.LEAGUE Official SITE
- BiS（ビス） - 最新ニュース｜日本クラウン株式会社 クラウンレコード
- BiS｜エイベックス・ポータル - avex portal
- ULTRA STUPiD RECORDS - YouTubeチャンネル
- BrandnewidolTV - YouTubeチャンネル
- BiS - avex - YouTubeプレイリスト
- BiS 新生アイドル研究会 OFFiCiAL CHANNEL - YouTubeチャンネル

### X (旧Twitter)
- BiS−新生アイドル研究会-オフィシャル (@BiSidol) - X（旧Twitter）
- ULTRA STUPiD RECORDS (@ULTRASTUPiD_BiS) - X（旧Twitter）
- トギー (@TOGGY_BiS) - X（旧Twitter）
- ナノ3 (@NANO3_BiS) - X（旧Twitter）
- ヒューガー (@HYUGA_BiS) - X（旧Twitter）
- イコ・ムゲンノカナタ (@MUGEN_BiS) - X（旧Twitter）
- クレナイ・ワールズエンド (@KURENAi_BiS) - X（旧Twitter）

### Instagram
- トギー (@toggy_bis) - Instagram
- ナノ3 (@nano3_bis) - Instagram
- ヒューガー (@hyuga_bis) - Instagram
- イコ・ムゲンノカナタ (@mugen_bis) - Instagram
- クレナイ・ワールズエンド (@kurenai_bis) - Instagram

### TikTok
- BiS−新生アイドル研究会- (@bis_ultrastupid) - TikTok